# Max Wedemeyer
Max Wedemeyer (* 13. Dezember 1911 in Braunschweig; † 18. Dezember 1994 ebenda) war Pastor der Evangelisch-lutherischen Landeskirche Braunschweig und Schriftsteller.

## Leben
Max Wedemeyer absolvierte nach seinem Abitur am Martino-Katharineum in Braunschweig ein Theologiestudium in Greifswald, Tübingen, Berlin und Göttingen. Wedemeyer hatte seine erste Pfarrstelle in Bornum am Elm, wurde jedoch während dieser Zeit zum Wehrdienst einberufen, so dass er diese Tätigkeit unterbrechen musste und von 1940 bis 1945 im Zweiten Weltkrieg kämpfte. Anschließend hatte er eine Stellung als Propst in Helmstedt inne, ehe er im Jahr 1951 Pfarrer in der St. Jakobi-Kirchengemeinde in Braunschweig wurde. 1957 wurde Wedemeyer Oberlandeskirchenrat in Wolfenbüttel und einige Zeit später stellvertretender Landesbischof der Ev.-luth. Landeskirche in Braunschweig. 1968 trat er aus Protest gegen den Beschluss der Landessynode, die Frauenordination in der Evangelischen Kirche einzuführen, von allen kirchlichen Ämtern zurück.
1969 wurde Wedemeyer aus gesundheitlichen Gründen in den vorzeitigen Ruhestand versetzt. Neben seinem kirchlichen Engagement war Wedemeyer seit 1945 auch durch seine schriftstellerische Tätigkeit bekannt. Zu seinen erfolgreichsten Werken gehört der Roman „In der Welt habt ihr Angst“ den er um 1950 verfasste. Er war Autor von mehr als 25 Romanen und Erzählungen.
Im Jahr 1973 erhielt Wedemeyer das Verdienstkreuz am Bande der Bundesrepublik Deutschland für sein Wirken als christlicher Schriftsteller, der zur Erhaltung der braunschweigischen Geschichte und Heimatpflege beigetragen hatte.
In Braunschweig wurde mit Beschluss vom 11. November 2009 ihm zu Ehren eine neu angelegte Straße Wedemeyerstraße benannt.

## Schriften (Auswahl)
- Maria und das Wölfchen. Wollermann, Braunschweig um 1934, DNB 578254220.
- Wendekreis der Pflicht. Verlag Eschenhagen, Ohlau um 1937, DNB 578254255.
- Passion im Osten. Agentur des Rauhen Hauses, Hamburg 1938, DNB 578254239.
- Rigo – Geschichte eines Hundes. Globus Verlag, Hamburg 1948, DNB 455400962.
- Das Antlitz der Begnadeten. Der Rufer, Gütersloh 1949, DNB 455400784.
- In der Welt habt ihr Angst. – Russland, 28.–30. Januar 1943. (Erzählung.) Der Rufer, Gütersloh 1949, DNB 455400830.
- Dunkler Tag – helle Nacht. Der Rufer, Gütersloh 1951, DNB 455401012.
- Die Versuchung. Der Rufer, Gütersloh 1951, DNB 455401055.
- Dein Dunkel wird sein wie der Mittag. Der Rufer, Gütersloh 1952, DNB 455400792.
- Sieger in der Arena. Der Rufer, Gütersloh 1953, DNB 455401004.
- Maria Magdalena. Der Rufer, Gütersloh 1954, DNB 455400938.
- Gast nur auf Erden. (Erzählungen) Bechauf, Bielefeld um 1954, DNB 455400822.
- Ein junger Mann kommt ins Dorf. (Erzählung) Der Rufer, Gütersloh 1954, DNB 455400911.
- Die Mutprobe. Bechauf, Bielefeld um 1963, DNB 455400946.
- Der gestohlene Christus. Christliches Verlagshaus, Stuttgart 1972, ISBN 3-7675-0240-2.
- Einen Hering für mein Kind. Christliches Verlagshaus, Stuttgart 1973, ISBN 3-7675-0270-4.
- Diebstahl um Mitternacht. Christliches Verlagshaus, Stuttgart 1981, ISBN 3-7675-3134-8.